# Automeris metzli
Espèce
Synonymes
- Saturnia metzli Sallé, 1853[1]

Automeris metzli est une espèce de papillons de la famille des Saturniidae. On le rencontre du Mexique au Venezuela, ainsi qu'en Colombie et en Équateur.

## Systématique
L'espèce Automeris metzli a été initialement décrite en 1853 par Auguste Sallé sous le protonyme de Saturnia metzli.

## Description
Automeris metzli présente une envergure comprise entre 100 et 130 mm. Le dessus des ailes antérieures est gris jaunâtre, nuancé de zones brunâtres avec sept ou huit points disposés en rond vers le centre. Elles sont traversées d'une raie longitudinale pâle et ombrée. Les ailes postérieures présentent un grand œil noir nuancé de blanc et entouré d'un cercle jaunâtre, puis d'un cercle noir et enfin d'un cercle plus large de couleur rouge sanguin, avec de grands poils latéraux de même couleur.

## Étymologie
Son nom spécifique, metzli, fait référence à Metzli, la déesse personnifiant la Lune dans la mythologie aztèque. L'auteur ne précisant toutefois pas la raison de ce choix.

## Publication originale
- M. Sallé, « Description d'une nouvelle espèce du genre Saturnia, avec des Observations sur les métamorphoses de ce Lépidoptère nocturne », Revue et magasin de zoologie pure et appliquée, Paris, Inconnu, vol. 5,‎ 1853, p. 171-173 (ISSN 1259-6523 et 2540-5020, BNF 32859507, lire en ligne).